# Novela polifónica

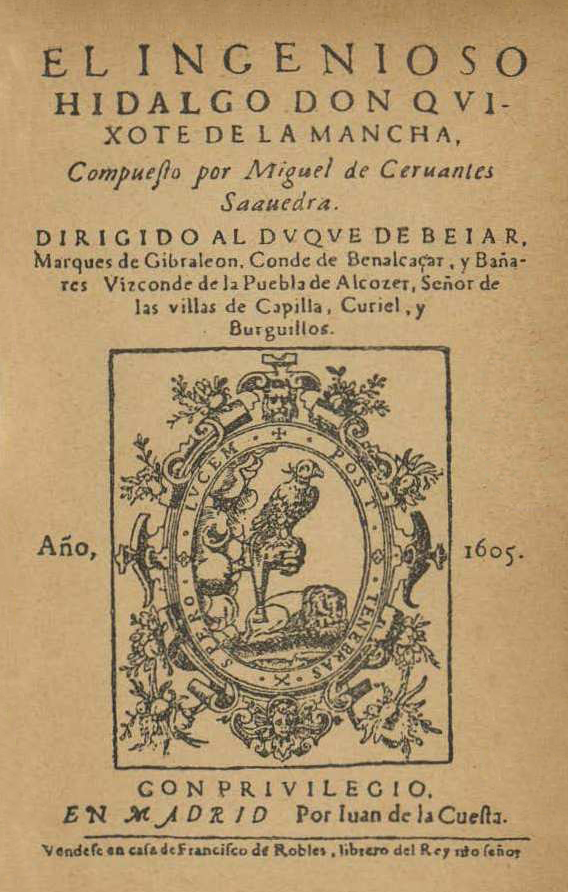
Don Quijote de la Mancha (1605), primera novela moderna.

Novela polifónica define el tipo de novela moderna que se empezó a cultivar en Europa desde la creación de Don Quijote de la Mancha por Miguel de Cervantes en 1605 y 1615.
En su Problemas de la poética de Dostoievski (1936), Mijaíl Bajtín acuñó esta expresión al darse cuenta de que definir el tipo de novela que cultivaba el escritor ruso exigía un tipo de novela en que se enfrentaban dialécticamente distintas cosmovisiones o ideas del mundo representadas por varios personajes, cuyo entrelazamiento causaba una gran impresión de realidad o, ni más ni menos, el realismo moderno.
- Datos: Q55705111